# Stanisław Rychter (lekkoatleta)
Stanisław Rychter (ur. 8 kwietnia 1945) – polski lekkoatleta, sprinter. Specjalizował się w biegu na 400 metrów.
Największe sukcesy odnosił startując w biegu sztafetowym na dystansie 4 × 400 metrów. W sumie pięciokrotnie zdobył wraz z kolegami w tej konkurencji brązowy medal. Wielokrotny reprezentant Polski w meczach międzypaństwowych. 
Jego syn Dariusz Rychter także uprawia lekkoatletykę, specjalizując się w biegu na 400 metrów.

## Osiągnięcia
- Mistrzostwa Polski seniorów w lekkoatletyce
  - Poznań 1966 – brązowy medal w biegu na 4 × 400 m
  - Zielona Góra 1968 – brązowy medal w biegu na 4 × 400 m
  - Warszawa 1971 – brązowy medal w biegu na 4 × 400 m
  - Warszawa 1973 – brązowy medal w biegu na 4 × 400 m
  - Bydgoszcz 1974 – brązowy medal w biegu na 4 × 400 m

- Rekordy życiowe Rychtera[2]
  - bieg na 100 metrów – 10,7 (13 czerwca 1976, Wałbrzych)
  - bieg na 200 metrów – 21,5 (6 czerwca 1971, Oleśnica)
  - bieg na 400 metrów – 47,6 (26 czerwca 1971, Wrocław)

Był zawodnikiem klubu Śląsk Wrocław, a później przez wiele lat był związany z klubem Górnik Wałbrzych. Najpierw jako zawodnik, a później jako trener i sędzia w zawodach sportowych.. 
Po zakończeniu kariery został działaczem sportowym. Był sekretarzem w LKS Górnik Wałbrzych.